# エイ・アンド・ディー
エー・アンド・デイ（英: a&d）は、イギリスを発祥とするエレクトロニック・ミュージックのジャンルである。主な演奏者にエイフェックス・ツイン・スクエアプッシャー・Ceephax・ルーク・ヴァイバートなどがいる。

## 名称
a&dは、AnalordやADとも言われる。a&dの名称の由来として、「アナログとデジタル」が挙げられる（a=アナログ、d=デジタル）。